# تولی تومینگاس
تولی تومینگاس (استونیایی: Tuuli Tomingas؛ زادهٔ ۴ ژانویهٔ ۱۹۹۵) ورزشکار دوگانه اهل استونی است.